# Maša Merc
Maša Merc, slovenska podjetnica in nekdanji model, * 22. april 1978, Maribor
Leta 2000 je kot študentka mariborske Pedagoške fakultete iz Maribora osvojila naslov Miss Slovenije 2000, pred tem je bila 1. spremljevalka miss Štajerske. Imela je že izkušnje z manekenstvom, saj je leta 1994 zmagala na tekmovanju za model leta revije Jana.
Kasneje je pozirala kot sanjsko dekle za slovensko izdajo revije Playboy.
Dokončala je srednjo zdravstveno šolo, študirala je še pravo.
Ima svojo znamko spodnjega perila Provocativ.

## Politika, odnos z očetom Vinkom Mercem in obtožbe o korupciji
Leta 2004 je kandidirala za poslanko državnega zbora kot 10. na listi SDS v mariborski volilni enoti.
Njen oče Vinko Merc, simpatizer stranke SDS, je leta 2016 na sodišču priznal, da je kot šef oddelka za okolje in prostor mariborske upravne enote prejemal podkupnino. Svoji hčeri naj bi v času, ko je bila miss, on pa namestnik generalne direktorice Pošte Slovenije, uredil promoviranje tega podjetja na raznih dogodkih.
Nad njeno prijavo na lepotno tekmovanje je bil navdušen bolj, kot pa njena mama.

## Zasebno
Ima dva sinova z možem Stankom Božičnikom, ki je direktor njenega gradbenega podjetja Projekt 3+, ki je bil prej v njegovi lasti.
Visoka je 171 centimetrov.